# Freeman Street
Freeman Street – stacja metra nowojorskiego, na linii 2 i 5. Znajduje się w dzielnicy Bronx, w Nowym Jorku i zlokalizowana jest pomiędzy stacjami 174th Street i Simpson Street. Została otwarta 26 listopada 1904.